# Wilhelmshöhe (Lindlar)
Die Ortschaft Wilhelmshöhe ist ein Ortsteil der Gemeinde Lindlar, Oberbergischen Kreis im Regierungsbezirk Köln in Nordrhein-Westfalen (Deutschland). 

## Lage und Beschreibung
Wilhelmshöhe liegt westlich von Lindlar, östlich von Hohkeppel und nur wenig von dieser Ortschaft entfernt. Weitere Nachbarortschaften sind Kleuelshöhe und Hohbusch.

## Geschichte
Der Ort entstand in der zweiten Hälfte der 19. Jahrhunderts und erscheint kartografisch erstmals unbeschriftet  auf dem Messtischblatt der Preußischen Neuaufnahme von 1894/96.
Wilhelmshöhe liegt an der Trasse der alten Heidenstraße, einer bedeutenden mittelalterlichen Altfernstraße von Köln über Kassel nach Leipzig.
Aufgrund § 10 und § 14 des Köln-Gesetzes wurde 1975 die Gemeinde Hohkeppel aufgelöst und umfangreiche Teile in Lindlar eingemeindet. Darunter auch Wilhelmshöhe.